# Povečana prisekana kocka
| Povečana prisekana kocka | Povečana prisekana kocka                   |
| ------------------------ | ------------------------------------------ |
|                          |                                            |
| Vrsta                    | Johnsonovo telo J63-J64-J65                |
| Stranske ploskve         | 3x4 trikotniki 1+4kvadrati 1+4osemkotnikov |
| Oglišča                  | 28                                         |
| Konfiguracija oglišča    | 2.4+8(3.82) 4(3.43 8(3.4.3.8)              |
| Grupa simetrije          | C4v                                        |
| Dualni polieder          | -                                          |
| Lastnosti                | konveksna                                  |
| Slika oglišč             |                                            |

Povečana prisekana kocka je eno izmed Johnsonovih teles. Kot že ime nakazuje ga dobimo tako, da pripojimo kvadratno kupolo na eno izmed osemkotnih stranskih ploskev prisekane kocke.